# Wolff von Todenwarth

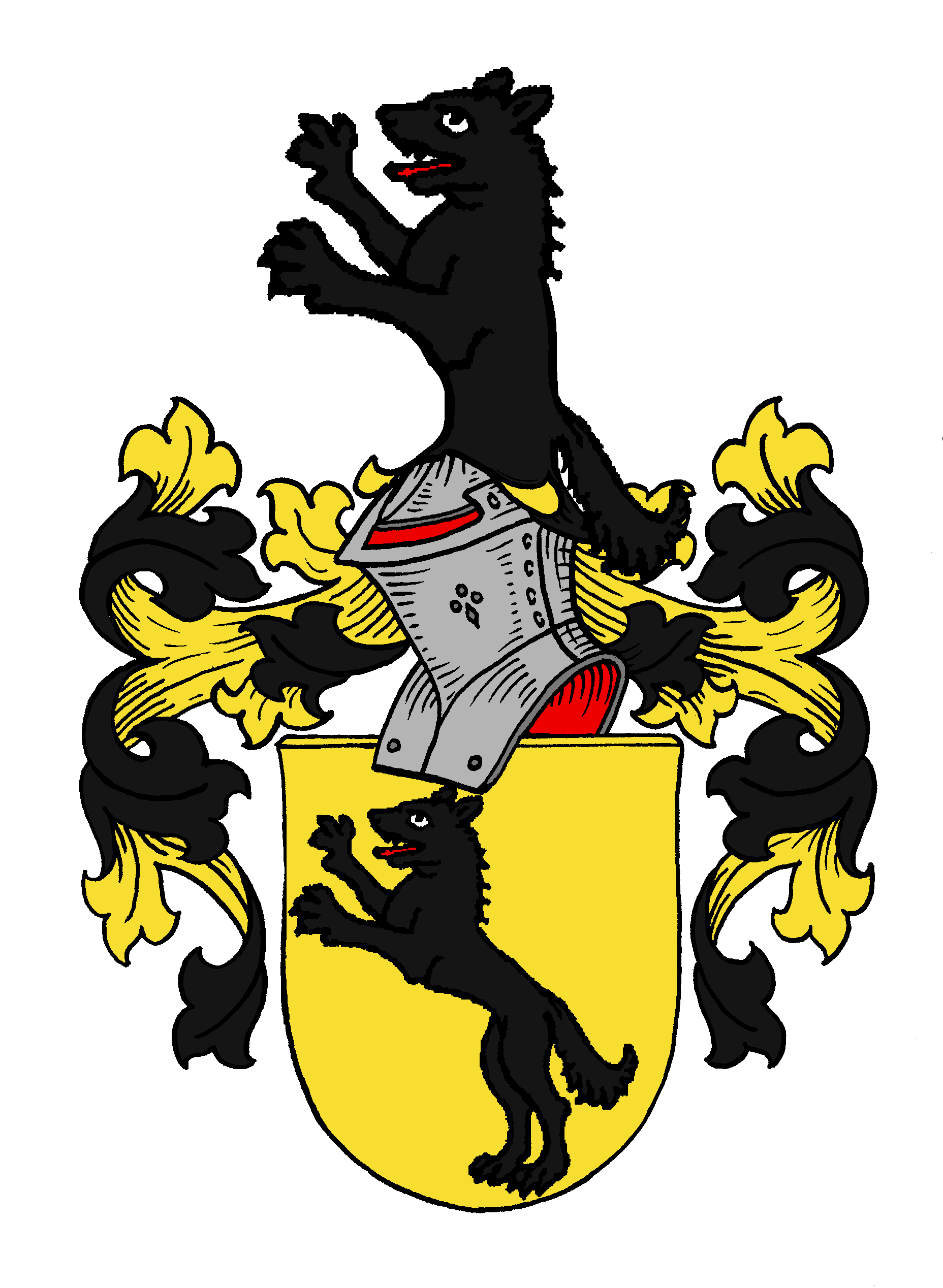
Stammwappen der Wolff von Todenwarth

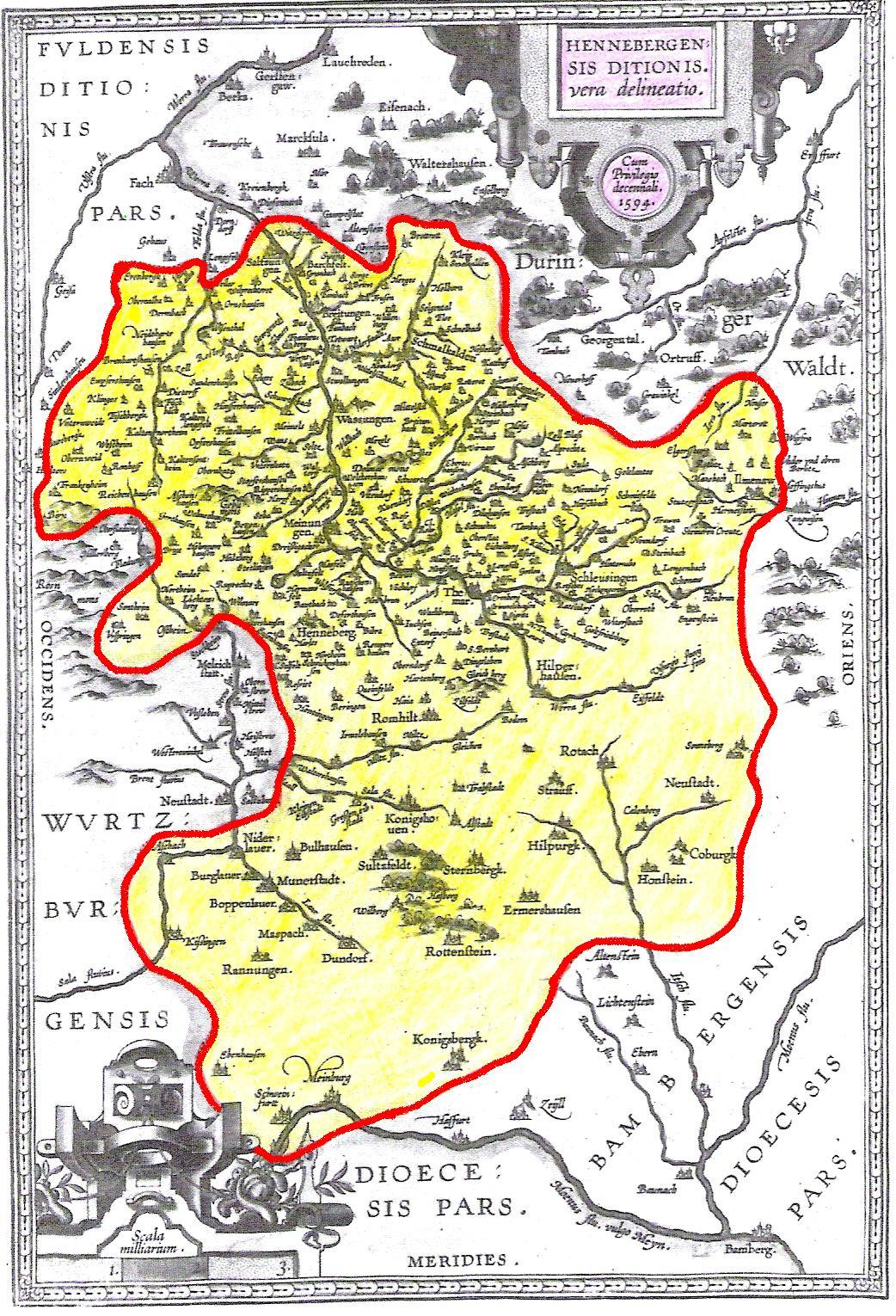
„Totwart“ in der Grafschaft Henneberg um 1594

Die Adelsfamilie Wolff von Todenwarth ist ein altes hennebergisch-fränkisch-hessisches Adelsgeschlecht, dessen Stammsitz die alte Zollburg Todenwarth bei Schmalkalden ist.

## Geschichte
Die Herkunft der „Wölffe von Todenwarth“ ist umstritten. Während der Historiker Carl Knetsch bürgerliche Herkunft annimmt, widerspricht dies den Texten der Adelsbriefe von 1623. Hier wird „die adlige Abstammung und das mehr als 300 Jahre geführte adlige Wappen“ bestätigt. Belehnungen der Familie sind in der Grafschaft Henneberg seit dem frühen 15. Jahrhundert beurkundet. Als gesicherter Stammvater gilt Hans Wolff, der 1427 mit einem Hof zu Niederschmalkalden und 1444 mit der Behausung „zu der Wart“ belehnt wurde. 1452 wurde dann sein Sohn Hans vom Grafen Wilhelm von Henneberg und dessen Brüdern Johann und Berthold mit Kemenate und Behausung „Dothertwart“ belehnt. Die Grenzwarte „Todenwarth“ liegt auf einem Sandsteinsporn oberhalb der Werra bei Niederschmalkalden und war bis 1919 ohne Unterbrechung in Familienbesitz.
Mitglieder der Familie besetzten über Jahrhunderte wichtige Verwaltungspositionen, überwiegend im südthüringischen, fränkischen und hessischen Raum.

## Personen

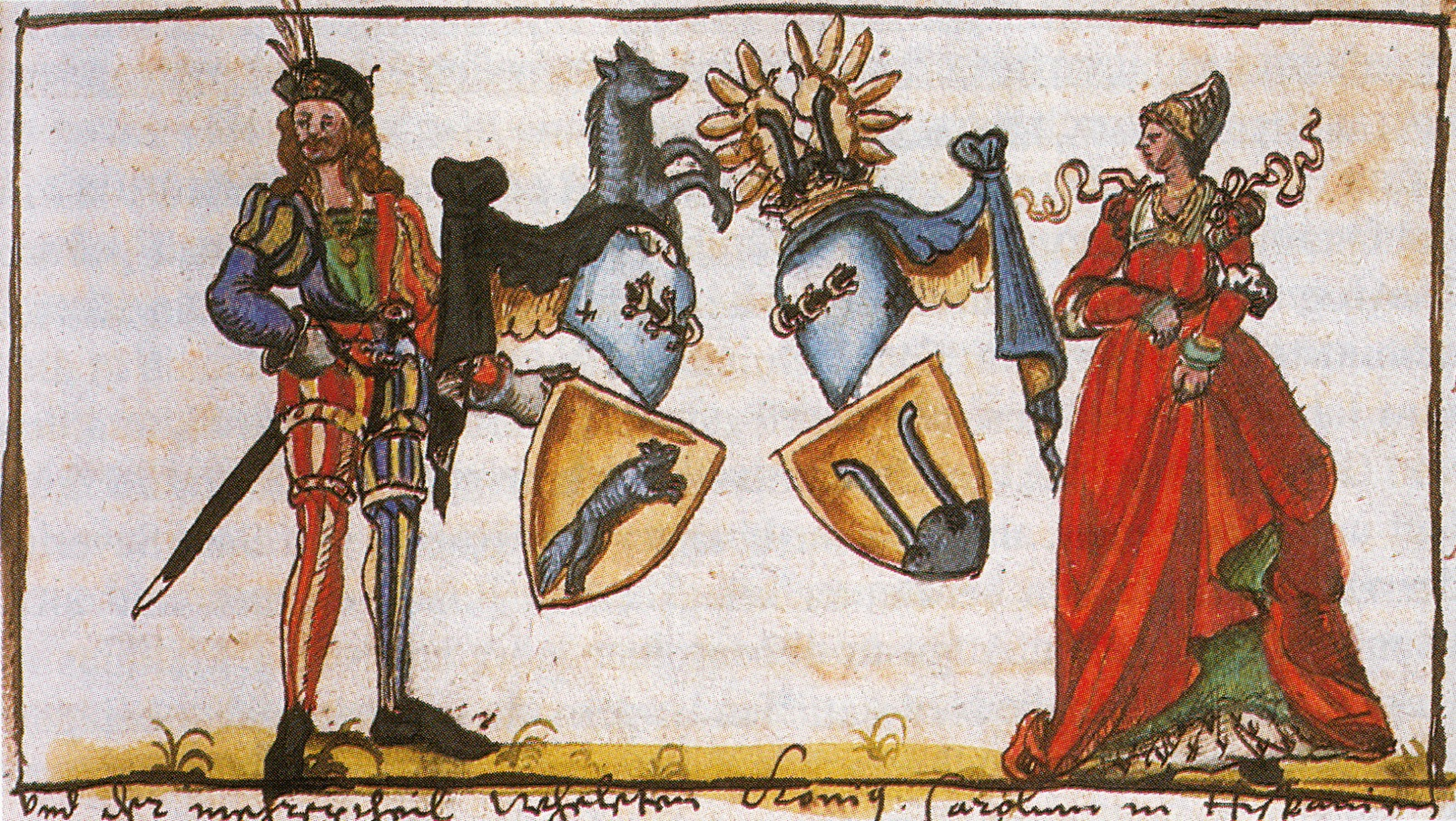
Thonges Wolff von Todenwarth und Anna Eisenbergerin aus „Die Chronik Eisenberger“

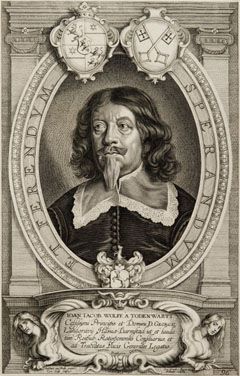
Johann Jakob Wolff von Todenwarth

- Antonius (Thönges) Wolff zur Todenwarth (ca. 1480–1535). Er heiratete 1510 Anna Eisenbergerin (1487–ca. 1550), Tochter des Henne Eisenberger (1457–152…) und dessen Ehefrau Elisabeth von Langsdorf[3] und war hessischer Amtmann auf der Feste Stein (1514–1518) und ab 1519 auf der Festung Rüsselsheim. Er wurde 1526 nach dem Bauernkrieg wegen seiner Amtsführung entlassen. Er war mit Landgraf Philipp von Hessen auf dem Wormser Reichstag 1521.
  - Sohn Eberhard Wolff zur Todenwarth (20. September 1515–30. Mai 1585 in Schleusingen), hennebergischer Kanzleisekretarius, ab 1550 Landrichter, Rat und Amtmann zu Schleusingen. Über seine Tochter Margaretha (1564–1639) ist er Vorfahre von Johann Wolfgang von Goethe in der 8. Generation.[4]
    - Sohn Sebastian Wolff zur Todenwarth (um 1548–nach 1616) war Advokat und Prokurator am Reichskammergericht.
    - Sohn Leonhard Wolff zur Todenwarth (1549–1606) war Advokat und Prokurator am Reichskammergericht. Seine Söhne Johann Jakob, Antonius und Marsilius wurden am 10. März 1623 vom Kaiser Ferdinand II. in den Reichsritterstand erhoben.
    - Sohn Ortholph Wolff zur Todenwarth (1558–1627) betrieb ein Stahlgewerke in Schmalkalden.

- Johann Jakob Wolff von Todenwarth (* 28. August 1585 † 25. März 1657), stand ab 1612 als Konsulent, später als Syndicus für mehr als 30 Jahre im Dienst der Reichsstadt Regensburg und war dabei auf allen Ebenen diplomatisch tätig. Auf einem dezidiert kaisertreuen Kurs bemühte er sich, den in der Reichsstadt verankerten Protestantismus und die Reichsunmittelbarkeit der Stadt Regensburg juristisch und politisch abzusichern. Dabei musste er in der Zeit des Dreißigjährigen Krieges die Balance halten zwischen den Drohungen und Absichten des katholischen bayerischen Kurfürsten, der die Kriegsereignisse nutzen wollte, um die protestantische Reichsstadt Regensburg zu unterwerfen und den Absichten des Kaisers, der die unter seinem Schutz stehende Reichstadt für seine Zwecke und später für seine in Vorbereitung befindlichen Friedenspläne mit Kursachsen nutzen wollte. Todenwarth war wesentlich daran beteiligt, dass im Sommer 1634, als die zunächst von den Schweden eroberte und besetzte Stadt nach Abschluss der Kämpfe um Regensburg von einem kaiserlichen und einem bayerischen Heer zurückerobert worden war, Regensburg nicht von bayerischen Truppen besetzt wurde, sondern von kaiserlichen Truppen, die die bayerische Übernahme der Stadt verhinderten.[5] Ab 1644 war Todenwarth Mitglied des Inneren Rates der Stadt. Schon seit 1628 war er als Kaiserlicher Rat für Regensburg am kaiserlichen Hof in Wien tätig und ab 1628 auch als Gesandter des Landgrafen Georg II. von Hessen-Darmstadt.[6] Ab 1646 war er als Gesandter der Reichsstadt Regensburg bei den Verhandlungen zum Westfälischen Frieden in Münster und Osnabrück tatig.[7] Begraben wurde er auf dem (ehemaligen) Petersfriedhof (Regensburg) in der Grabstätte seiner 2. Ehefrau Barbara (1596–1652), deren Epitaph in der Minoritenkirche (Stadtmuseum Regensburg) erhalten ist.[6]
- Christian Marsilius Wolff von Todenwarth (1595–1641), Kaiserlicher Obrist, 1632 Hessischer Amtmann der Herrschaft Eppstein, 1637 Oberamtmann der Niedergrafschaft und Obrist zu Rheinfels
- Anton Wolff von Todenwarth (1592–1641), 1624 Geheimer Rat des Landgrafen Ludwig V. und unter dem Landgrafen Georg II. bis 1639 Kanzler von Hessen-Darmstadt. 1637 erhob ihn Kaiser Ferdinand III. in den erblichen Reichsfreiherrenstand. (Grabstein an der Stadtkirche Darmstadt).
  - Sohn Eberhard Freiherr Wolff von und zu Todenwarth (20. Juli 1614 in Aachen – 11. Juli 1663 in Regensburg), Darmstädtischer Geheimrat, Stiftshofrat in Regensburg, kaiserlicher Reichshofrat. Heirat 1636 in den Uradel Schenck zu Schweinsberg (Dorothea Elisabeth * 5. November 1619, † 1654). Gestorben in Regensburg auf der wegen Krankheit erfolgten Rückreise von Wien nach Darmstadt. Begraben in Regensburg am 16. Juli 1663 auf dem sog. Gesandtenfriedhof, bei der Dreieinigkeitskirche[8] Grabstein erhalten; Inschrift bekannt.[9]

Ferner:
- Friedrich Conrad Wolff von und zu Todenwarth (* 23. März 1735 auf Todenwarth; † 2. Oktober 1809 in Karlshafen), Hessen-Kasseler Offizier, zuletzt Generalleutnant und Kommandant von Karlshafen.
- Carl Wolff von Todenwarth (1762–1816), Beamter in Eisenach.
- Johann Bernhard Friederich Anton Wolff von Todenwarth (1766–1837), Hofmarschall in Nassau.[10]
- Christine Wolff von und zu Todenwarth (1837–1894), Ehefrau von Karl Hassenpflug, Bildhauer und Professor an der Kunstakademie Kassel.
- Paul Freiherr Wolff von Todenwarth (1876–1965), deutscher Kavallerieoffizier und Geheimagent im Ersten Weltkrieg.[11]
- Gaston Wolff von und zu Todenwarth (1891–1914), expressionistischer Maler (mit Emil Nolde bekannt) und Kriegsfreiwilliger.

### Nachfahren
Zu den Nachfahren der Familie gehören der Kasseler Unternehmer Georg Alexander Karl Henschel und der Rechtsgelehrte Rudolf von Jhering.

## Wappen
Als altes Stammwappen führte die Familie den aufspringenden schwarzen, grauen oder braunen Wolf in Gold. Das Wappen des Freiherrendiploms für Antonius Wolff von 1637 zeigt einen gevierteten Schild, in 1 und 4 das Stammwappen, in 2 und 3 in Blau zwei silberne Pfähle, auf dem Helm zwei goldene Turnierhelme, der erste gekrönt, mit blau-silberner Decke, mit einer silbernen zwischen zwei blauen Straußenfedern, der andere Helm mit dem wachsenden Wolf und schwarz-goldener Decke.

## Heute

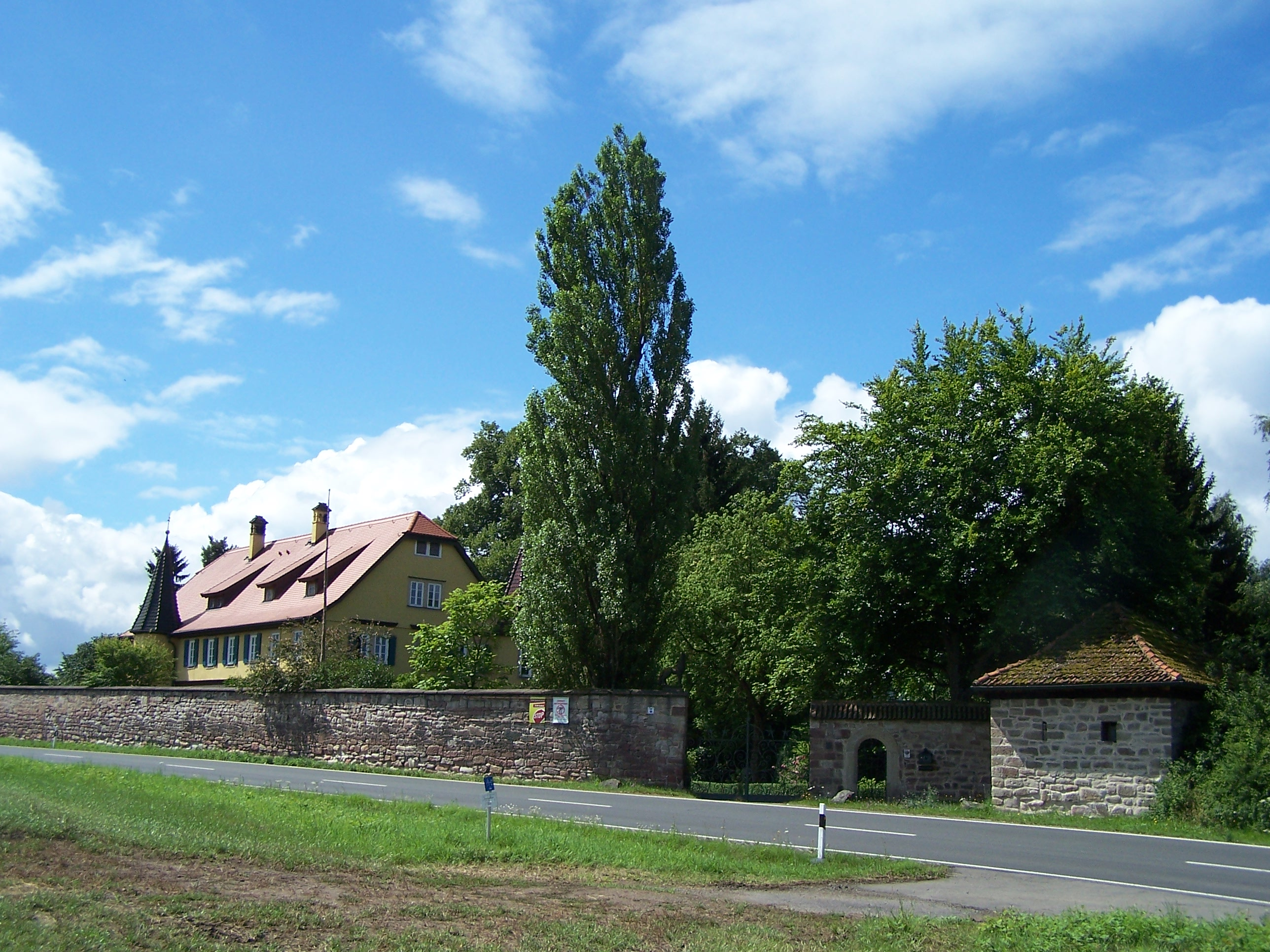
Gutshaus Todenwarth

Von der Familie existieren zahlreiche Nachkommen, den Namen trägt jedoch nur noch eine Person.
Der Stammsitz Todenwarth wurde 1997 von Dr. Jochen Halbig, einem Nachfahren, als Ruine erworben und seitdem restauriert (Thüringer Denkmalpreis 2008). Der im Dezember 2005 gegründete „Freundeskreis Todenwarth e.V.“ fördert die denkmalgerechte Sanierung der früheren Grenzwarte sowie die Aufarbeitung der Familiengeschichte. Die „Todenwarth“ ist Ort kultureller Veranstaltungen und jährlich zum Tag des offenen Denkmals geöffnet.
Der „Wolff Verlag R. Eberhardt“ führt seinen Namen auf die Familie Wolff von Todenwarth zurück.